# 憂悶聖女
憂悶聖女（ゆうもんせいじょ、Die heilige Frau Kummernis）は、『グリム童話』の初版に収録されている作品である（決定稿の第7版からは削除されている）。

## あらすじ
昔、あるところに信仰心の深い処女がいた。この処女の名前は「憂悶」といった。
処女は嫁には行かないと神に誓いを立てたが、父親はそれを認めなかった。処女はひげを生やすように神にお願いし、それはかなったが、王は処女を磔刑にし、処女は聖者になった。
ある時、貧乏な胡弓引きの楽人がこの御像の安置してある会堂へきてひざまずいた。聖女はうれしく思い、黄金の靴を半分落とした。胡弓引きはありがたくちょうだいした。
ところがまもなく黄金の靴が無くなったということでおふれが出たが、胡弓引きのところで見つかった。どろぼうの罪を着せられた胡弓引きは聖堂に行かせてくれるよう頼んだ。胡弓引きが御像のところへ行くと聖女はもう片方の靴を落とし、濡れ衣だということを証明した。胡弓引きは鎖をはずされ、いそいそと立ち去った。